# Rolla (Gervex)
Rolla es un cuadro del pintor francés Henri Gervex de 1878, en óleo sobre lienzo y 175 x 220 centímetros. Representa una escena de una novela en verso de Alfred de Musset, en la que el protagonista, Rolla, deja en secreto a su amante. La obra se encuentra en la colección del Museo de Orsay de París.

## 'Rolla' de Musset
En la pintura del siglo XIX, los temas se tomaban prestados con frecuencia de obras literarias. Gervex también encontró inspiración en los libros de sus contemporáneos. Su cuadro Rolla se basa directamente en una escena de la novela homónima en verso del escritor romántico Alfred de Musset de 1833. El libro cuenta la historia en cinco capítulos del joven burgués Jacques Rolla, que prueba suerte en la vida a lo Fausto, pero finalmente perece. Ama a la hermosa pero decentemente virtuosa Marie, que tiene un doble seductor en la joven cortesana Marion. Rolla no puede resistir la lujuria y se deja seducir por Marion, aunque en realidad es "demasiado cara" para él. Finalmente, al final de la historia, arruinado y sin esperanza, se suicida con veneno y muere en los brazos de Marie.
De Musset fue famoso por sus descripciones libres, a menudo eróticas, de escenas de amor. Destaca, pues, en Rolla la representación en verso de la noche de amor, en la que el protagonista comparte lecho con Marion. A la mañana siguiente, lo describe de la siguiente manera:
"Allí estaba, junto a la ventana. Él miró
con una mirada cansada y soñadora
sobre los tejados, al sol.
Ahora se volvió
para Marie. Ella estaba durmiendo
agotada por el amor.
Sin sueños y profundo."
Justo en este momento, Gervex capta a Rolla y Marion en su cuadro.

## Descripción
Gervex retrata a Rolla como un joven dinámico, al estilo del propio Musset, entonces ya difunto. Está recién levantado, la camisa con el cuello y puños desabotonados, parado junto a la ventana abierta y detrás de él se extiende una decimonónica calle de París temprano en la mañana. Se vuelve a mirar la cama con dosel, estilo Luis XVI, en la que yace una bella durmiente: Marion, completamente desnuda, con la pierna derecha ligeramente levantada, la izquierda colgando del borde del colchón, el brazo izquierdo junto a la cabeza y el brazo derecho al lado extendido. Su rostro es de una dulzura aniñada, con la que retrata también el anhelo de Rolla por la casta María: la clásica historia del santo y la ramera. El bastón del hombre entre la ropa esparcida a los pies del lecho funciona como una metáfora de la cópula precedente.
Rolla está pintado en un estilo académico, que todavía era dominante en la pintura francesa en ese momento. Gervex muestra en esta obra su gran perfección técnica, como aprendió de Corot, especialmente en la detallada representación de la indumentaria desechada aprisa de Marion. Esa ropa interior a la derecha sobre y junto a un sofá, enaguas, una liga rosa, camisa, corsé, por cierto, es de una opulencia inusualmente lujosa, lo que indica su estatus de cortesana cotizada. El corsé abierto coronado por el sombrero de copa del cliente procede de un consejo de Edgar Degas, que le habría dicho que pusiera un corsé en el suelo para dar a entender que esta mujer "no es una modelo". Además de la habitación llena de lujo, también llama la atención la representación simbólica de la luz. La lámpara sobre la mesita de noche ilumina a Marion como un halo entre las sábanas blancas impolutas, mientras que Rolla permanece algo en la penumbra. Ve a su Marie reflejada en Marion. Su vergüenza es casi palpable.
El modelo de Gervex para Marion fue la conocida actriz Ellen Andrée, que en ese período también posó a menudo para Édouard Manet, y poco después para Edgar Degas y Pierre-Auguste Renoir. Sin embargo, insistió en que alguna otra fuera modelo del rostro de Marion.

## Recepción
En la primavera de 1878, Gervex presentó tres obras para su exposición en el Salón de París: Portrait d'E. Paz, Retrato de Madame G. (su madre, Madame Gervex) y Rolla. En ese momento, era un pintor joven pero muy respetado (había ganado medallas en el Salón antes), así que sus obras fueron aceptadas de inmediato al principio, pero justo antes de la exposición, el comité de admisiones eliminó brutalmente a Rolla de la lista, con el argumento de que sería inmoral e indecente. Aparentemente, la representación de Gervex de la realidad oculta de la prostitución, como la Olimpia de Manet unos años antes, era demasiado directa y demasiado erótica.
Después del rechazo del Salón, un Gervex indignado exhibió su Rolla durante tres meses en el escaparate de una tienda de muebles en la Rue de la Chaussee-d'Antin, donde atrajo a enormes multitudes y creó un verdadero escándalo. Los periódicos trataron el asunto con avidez y Gervex se haría famoso por eso. Años más tarde, en una entrevista publicada en 1924, recordaría regodearse al ver la "procesión continua" frente al escaparate, que claramente había previsto y deseado.